# Ebadot Hossain
Ebadot Hossain Chowdhury (* 7. Januar 1994 in Barlekha, Bangladesch) ist ein bangladeschischer Cricketspieler, der seit 2019 für die bangladeschische Nationalmannschaft spielt.

## Aktive Karriere
Hossain spielte zunächst Volleyball und wurde im Jahr 2012 in die Bangladesh Air Force aufgenommen. Während seiner Zeit dort entwickelte er sein Interesse für Cricket. Zu Beginn des Jahres wollte er an einem Wettbewerb für Pace Bowler teilnehmen. Sein Versuch an diesem in Dhaka teilzunehmen scheiterte und so reiste er in den Südwesten des Landes nach Faridapur um es dort zu versuchen. An dem Wettbewerb nahmen mehr als 14.000 Spieler teil und war dort einer der besten. Er fiel dabei Coaches aus Mirpur auf, die dafür sorgten, dass er in das bangladeschische High Performance Team aufgenommen wurde. So wurde er schon als neue Hoffnung gehandelt, ohne dass er je in einem First-Class- oder List-A-Spiel gespielt hatte. Er war damit der erste bangladeschische Cricketspieler, der der Air Force angehörte. Zu Beginn der Saison 2016/17 gab er dann sein First-Class-Debüt und wurde von den Rajshahi Kings für die Bangladesh Premier League 2016/17 (Cricket) verpflichtet. Jedoch zog er sich eine Verletzung zu und verpasste so unter anderem Trainingscamps mit dem Nationalteam. Nach guten Leistungen in der Bangladesh Cricket League 2018/19, bei dem er einer der besten Bowler war, berücksichtigten die Selektoren ihn für das Nationalteam.
Sein Debüt in der Nationalmannschaft gab er in der Test-Serie in Neuseeland im Februar 2019. Zunächst spielte er nur vereinzelte Touren. In Indien konnte er im November 2019 in der Test-Serie 3 Wickets für 91 Runs erzielen. Aufmerksamkeit erregte er im Januar 2022, als er in Neuseeland im zweiten innings des ersten Tests 5 Wickets für 46 Runs erzielte und damit den ersten Sieg in Neuseeland überhaupt ermöglichte. Dafür wurde er als Spieler des Spiels ausgezeichnet. Im März folgten dann in Südafrika 3 Wickets für 40 Runs. Zu Beginn des Sommers kam Sri Lanka nach Bangladesch und Hossain erzielte im zweiten Test 4 Wickets für 148 Runs. Zum Ende der Saison wurde er dann auch in den kurzen Formaten für Bangladesch eingesetzt. Sein ODI-Debüt gab er im August in Simbabwe. Daraufhin wurde er für den Asia Cup 2022 nominiert und gab dort sein Debüt im Twenty20-Cricket, wobei ihm 3 Wickets für 51 Runs gegen Sri Lanka gelangen. Dies reichte jedoch nicht zum Sieg und so schied Bangladesch schon in der Vorrunde aus. In der Folge wurde er für den ICC Men’s T20 World Cup 2022 nominiert.